# Dzwonecznik
Dzwonecznik (Adenophora Fisch.) – rodzaj roślin z rodziny dzwonkowatych. Obejmuje 62 gatunki. Występują głównie w Azji Wschodniej, jedynie dwa gatunki rosną dziko w Europie. W Polsce rośnie dziko jeden gatunek – dzwonecznik wonny A. liliifolia. Rośliny te rosną w widnych lasach i w zbiorowiskach trawiastych. Kwiaty zapylane są zwykle przez pszczoły. 
Kilka gatunków uprawianych jest jako rośliny ozdobne. Dzwonecznik wonny uprawiany i spożywany jest w Japonii jako warzywo korzeniowe. Bulwiaste korzenie A. triphylla używane są w Chinach w ziołelecznictwie.

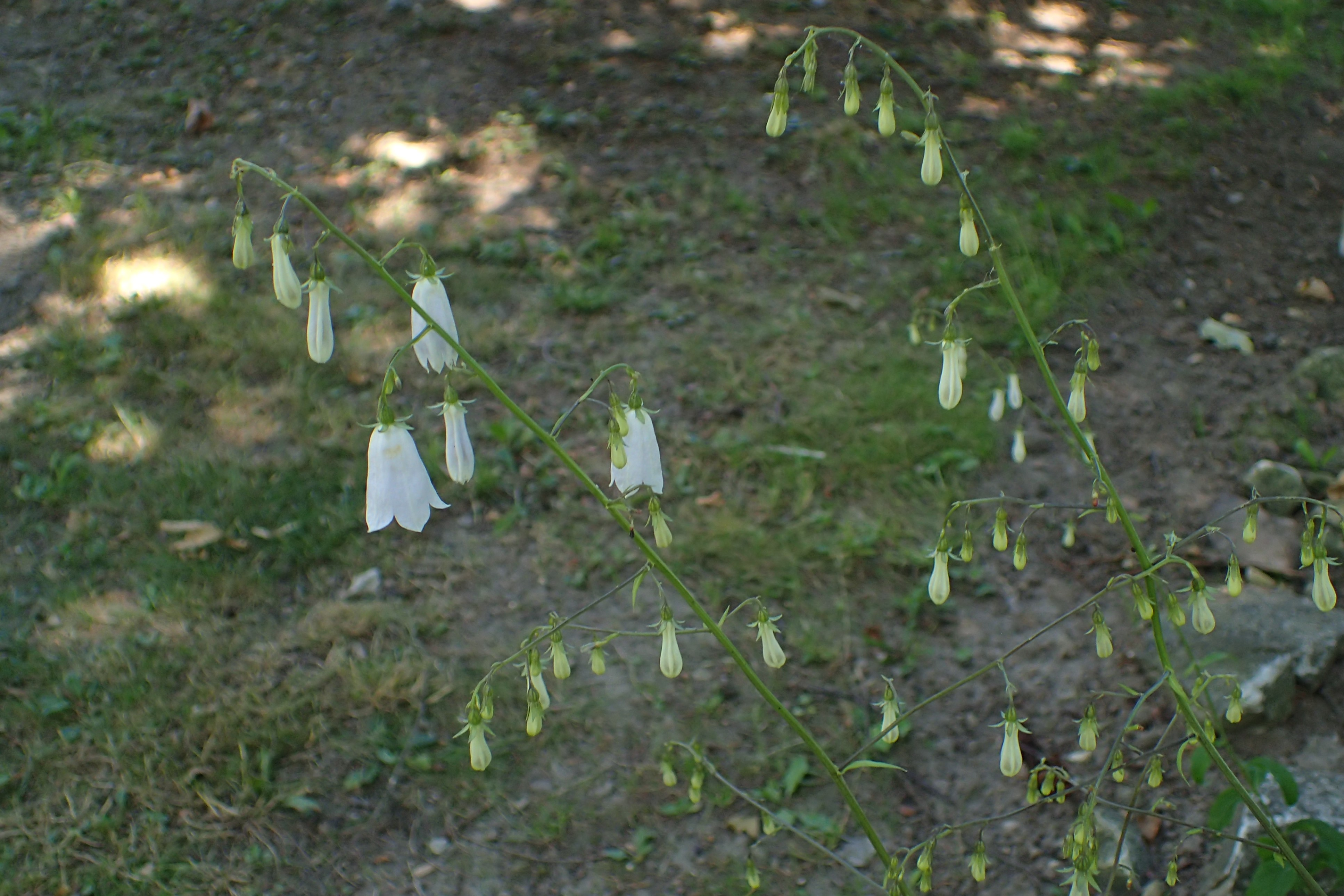
Dzwonecznik wonny

## Morfologia

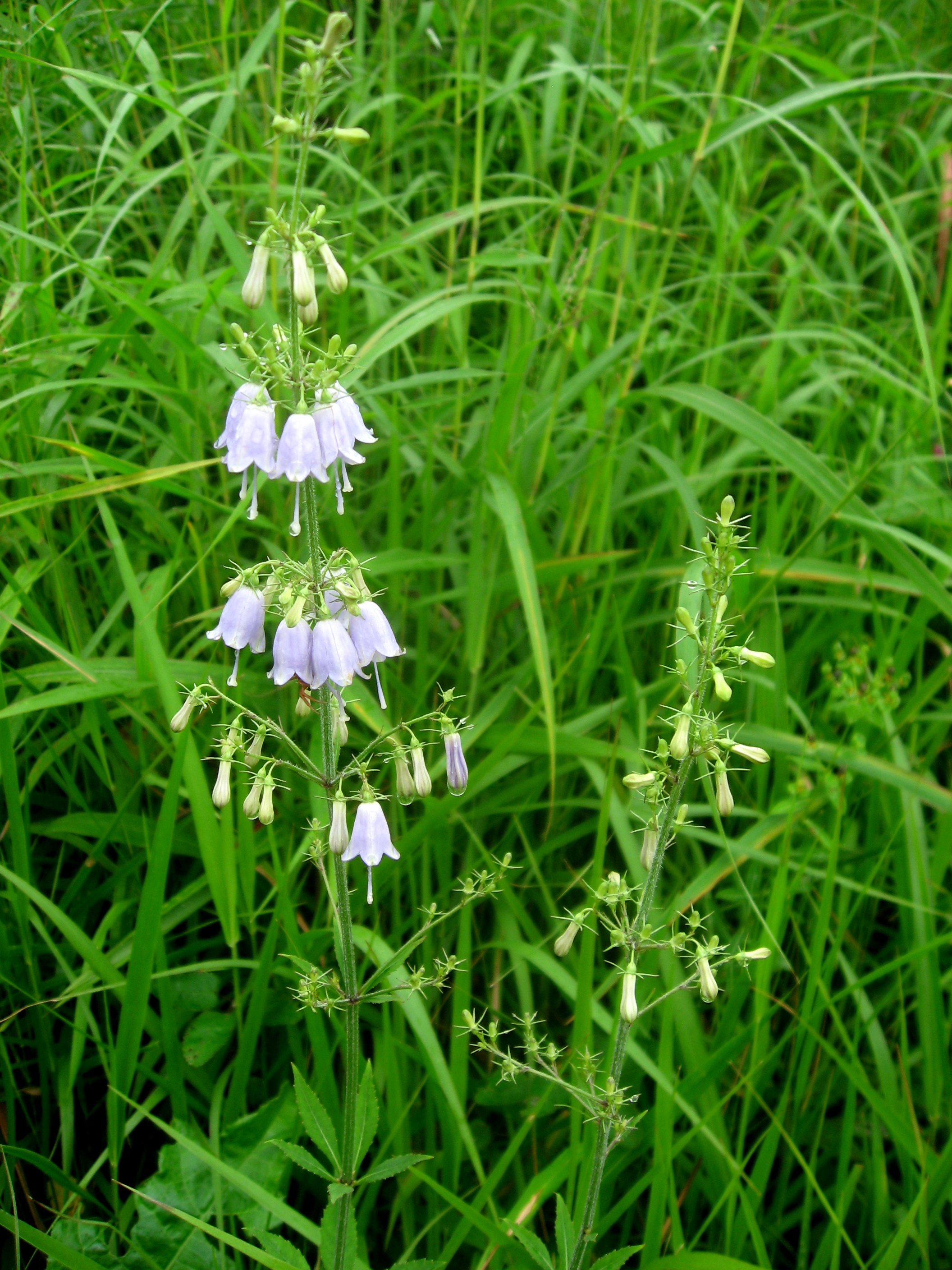
Adenophora triphylla var. japonica

PokrójWszystkie należące tu gatunki są bylinami. Mają grube, trwałe korzenie i zwykle prosto wzniesioną łodygę. Osiągają zwykle do 1,5 m wysokości.
LiściePojedyncze. Dolne liście często są długoogonkowe, o blaszce sercowatej, tworzą przyziemną rozetę liściową. Liście łodygowe skrętoległe, naprzeciwległe lub okółkowe.
KwiatyZebrane w wierzchotki (czasem zredukowane do pojedynczych kwiatów) tworzące groniasty lub wiechowaty kwiatostan złożony. Kielich składa się z 5 wolnych działek, bez łatek między działkami. Korona powstaje w wyniku zrośnięcia w 5 płatków i ma kształt dzwonkowaty lub lejkowaty, w górnej części z wolnymi końcami płatków rozcięte są zwykle nie bardziej niż do połowy długości korony. Pręcików jest 5. Ich nitki są wolne, rzadko zrośnięte, w dole spłaszczone i orzęsione. Pylniki są równowąskie i zwykle dłuższe od nitek. Zalążnia jest dolna,trzykrotna, z licznymi zalążkami. Pojedyncza szyjka słupka zwieńczona jest trzema, zwiniętymi na końcach znamionami. U nasady słupka znajduje się mięsisty pierścień będący wytworem dna kwiatowego.
OwoceTorebki zwieńczone trwałymi działkami kielicha, z licznymi nasionami, otwierające się trzema porami u dołu.

## Systematyka
Pozycja systematyczna
Rodzaj w obrębie rodziny dzwonkowatych Campanulaceae klasyfikowany jest do podrodziny Campanuloideae.
Wykaz gatunków
- Adenophora amurica C.X.Fu & M.Y.Liu
- Adenophora brevidiscifera D.Y.Hong
- Adenophora capillaris Hemsl.
- Adenophora changaica Gubanov & Kamelin
- Adenophora coelestis Diels
- Adenophora contracta (Kitag.) J.Z.Qiu & D.Y.Hong
- Adenophora cordifolia D.Y.Hong
- Adenophora divaricata Franch. & Sav.
- Adenophora elata Nannf.
- Adenophora erecta S.Lee, Joongku Lee & S.Kim
- Adenophora fusifolia Y.N.Lee
- Adenophora gmelinii (Biehler) Fisch.
- Adenophora golubinzevaeana  Reverd.
- Adenophora grandiflora Nakai
- Adenophora hatsushimae Kitam.
- Adenophora himalayana Feer
- Adenophora hubeiensis D.Y.Hong
- Adenophora jacutica Fed.
- Adenophora jasionifolia Franch.
- Adenophora kayasanensis Kitam.
- Adenophora khasiana (Hook.f. & Thomson) Oliv. ex Collett & Hemsl. – dzwonecznik Bulleya[12]
- Adenophora koreana Kitam.
- Adenophora lamarckii Fisch. – dzwonecznik Lamarcka[12]
- Adenophora liliifolia (L.) A.DC. – dzwonecznik wonny[13][9]
- Adenophora liliifolioides Pax & K.Hoffm.
- Adenophora lobophylla D.Y.Hong
- Adenophora longipedicellata D.Y.Hong
- Adenophora maximowicziana Makino
- Adenophora micrantha D.Y.Hong
- Adenophora morrisonensis Hayata
- Adenophora nikoensis Franch. & Sav.
- Adenophora ningxianica S.Ge & D.Y.Hong
- Adenophora palustris Kom.
- Adenophora pereskiifolia (Fisch. ex Schult.) G.Don
- Adenophora petiolata Pax & K.Hoffm.
- Adenophora pinifolia Kitag.
- Adenophora polyantha Nakai
- Adenophora potaninii Korsh.
- Adenophora probatovae A.E.Kozhevn.
- Adenophora racemosa J.Lee & S.Lee
- Adenophora remotidens Hemsl.
- Adenophora remotiflora (Siebold & Zucc.) Miq.
- Adenophora rupestris Reverd.
- Adenophora rupincola Hemsl.
- Adenophora sajanensis Stepanov
- Adenophora sinensis A.DC.
- Adenophora stenanthina (Ledeb.) Kitag.
- Adenophora stenophylla Hemsl.
- Adenophora stricta Miq. – dzwonecznik sztywny[12]
- Adenophora sublata Kom.
- Adenophora takedae Makino
- Adenophora taquetii H.Lév.
- Adenophora tashiroi (Makino & Nakai) Makino & Nakai
- Adenophora taurica (Sukaczev) Juz.
- Adenophora trachelioides Maxim. – dzwonecznik pokrzywolistny[12]
- Adenophora tricuspidata (Fisch. ex Schult.) A.DC. – dzwonecznik kończysty[12], dz. ząbkowany[13]
- Adenophora triphylla (Thunb.) A.DC.
- Adenophora uryuensis Miyabe & Tatew.
- Adenophora wilsonii Nannf.
- Adenophora wulingshanica D.Y.Hong
- Adenophora xifengensis (P.F.Tu & Y.S.Zhou) P.F.Tu & Y.S.Zhou
- Adenophora × izuensis H.Ohba & S.Watan.